# Marathyssa albistigma
Marathyssa albistigma är en fjärilsart som beskrevs av Alfred Ernest Wileman och South 1921. Marathyssa albistigma ingår i släktet Marathyssa och familjen nattflyn. Inga underarter finns listade i Catalogue of Life.